# 知识

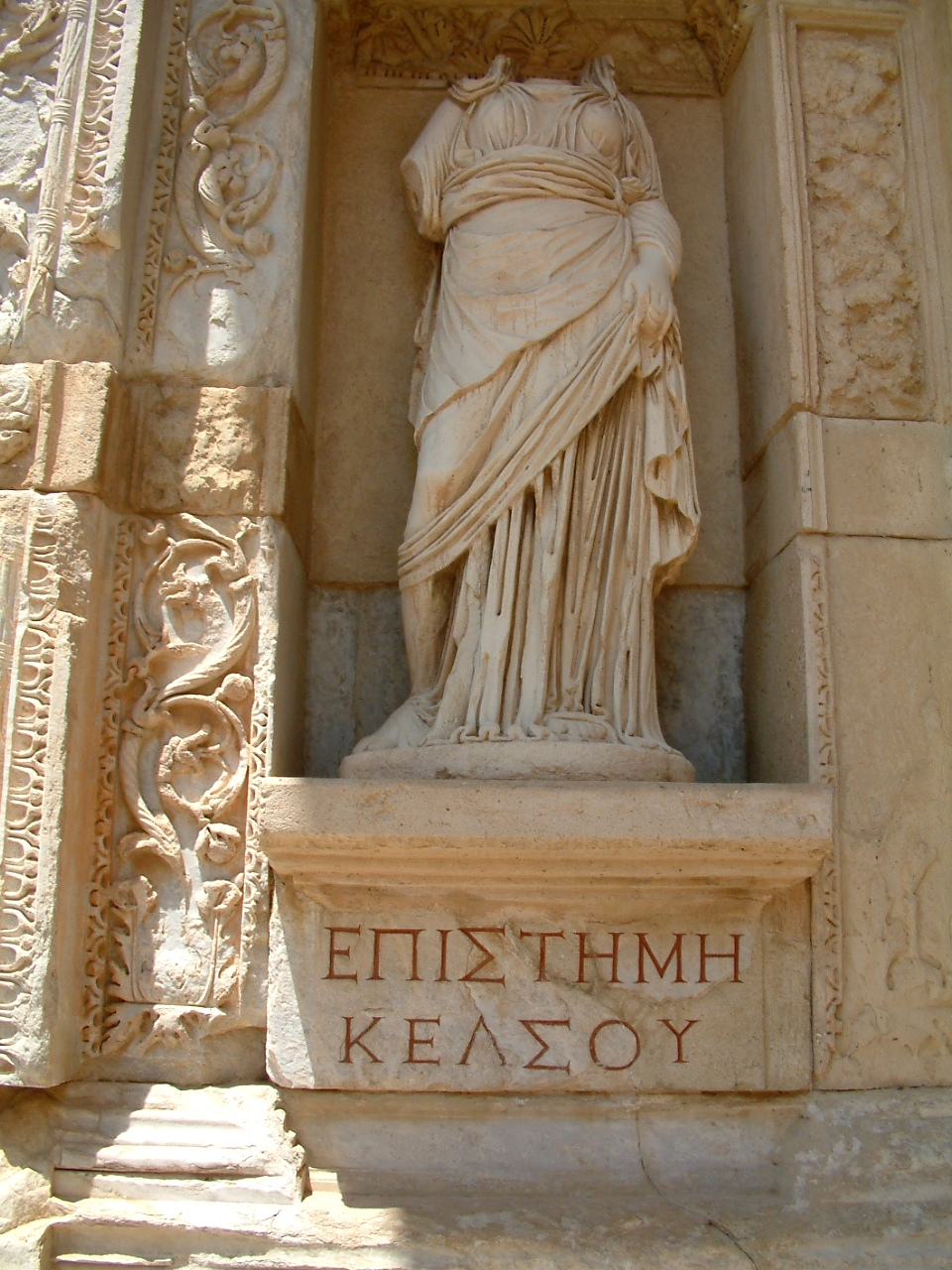
知识的拟人化形象（希腊语名称为“Επιστημη”，对应的英文为“Episteme”，中文则有“认识”或“了解”之意），位于土耳其以弗所的塞尔苏斯图书馆

知识是对某个主题「認知」與「識別」的行為藉以确信的认识，并且这些认识拥有潜在的能力为特定目的而使用。意指透過經驗或聯想，而能夠熟悉進而了解某件事情；這種事實或狀態就稱為知識，其包括認識或了解某種科學、藝術或技巧。此外，亦指透過研究、調查、觀察或經驗而獲得的一整套知識或一系列資訊。认知事物的能力是哲学中充满争议的中心议题之一，并且拥有它自己的分支—知识论。从更加实用的层次来看，知识通常被某些人的群体所共享，在这种情况下，知识可以通过不同的方式来操作和管理。

## 定义

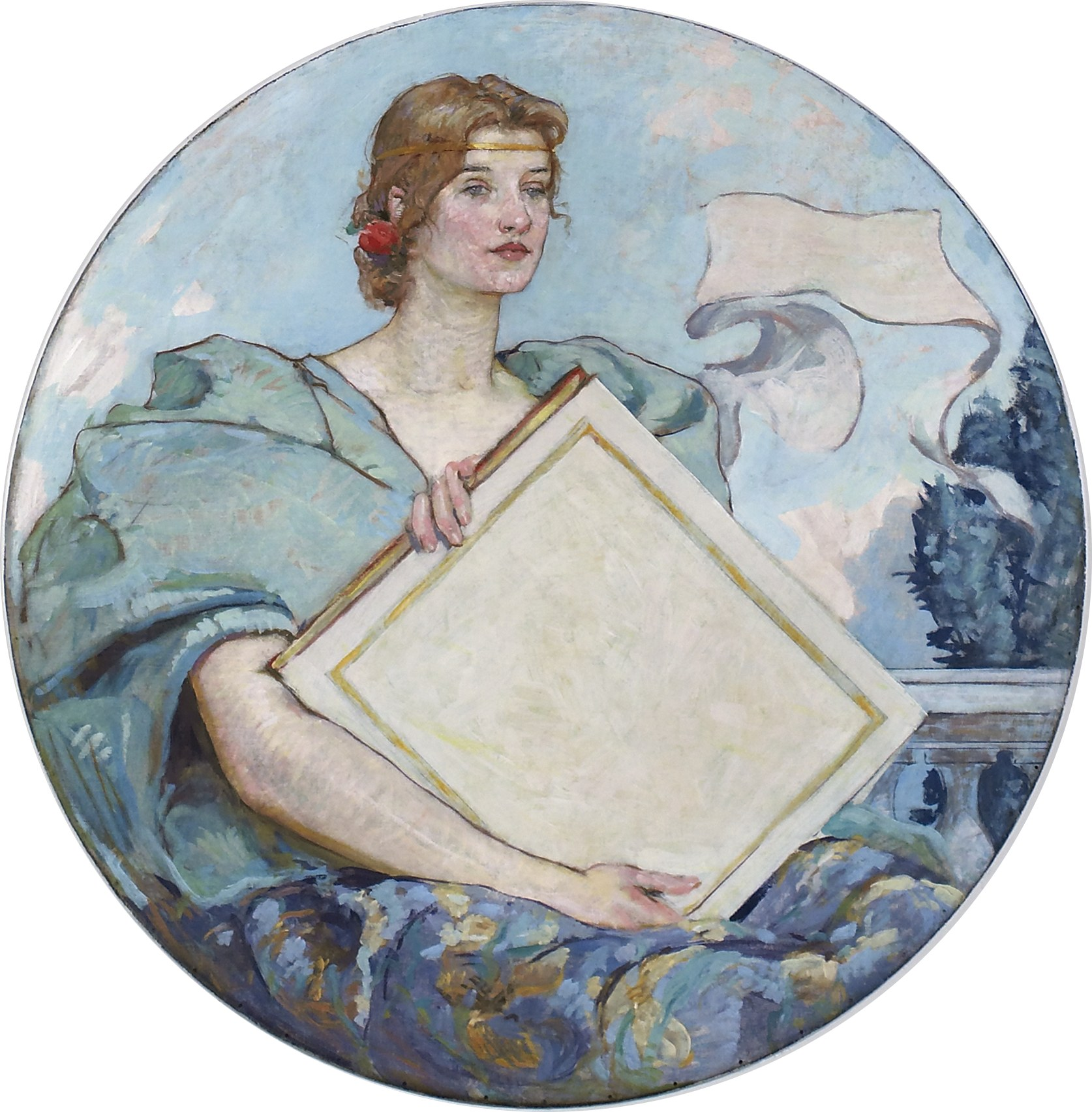
罗伯特·里德, 知识 (1896).美国华盛顿特区托马斯杰斐逊大厦

知识的定义是知识论中重要的主題，若單單有信念，還無法構成知識，還需要有充足的理由來支持此一信念，這樣才算是知識。 知识论所研究的，包括有人們知道什麼，怎麼知道的，「知道某一事物」的確切意思。

### 合理的真实信念(JTB理论)
但知识的确切定义是知识论學者還在爭辯的議題之一，柏拉圖曾提出古典的知识定義（但他最終沒有接受此定義），一個陈述要成為知识，必須符合三个準則：被证实的（justified）、真的（true）和被相信的（believed）（JTB理論）。現今的知识论學者都接受JTB理論的三個準則不是知識的充分條件。

### 葛梯尔问题和替代方案
JTB理論的定义在20世纪受到了严厉的批评，当时爱德蒙德·葛梯尔给出了一系列反例。 葛梯爾問題陳述：有一些情形，符合上述的三個準則，但仍無法算是知識。
有許多學者試著要提出其他的定義，例如羅伯特·諾齊克提出的，知识要「追蹤真理」，西蒙·布萊克本則認為「透過缺陷、瑕疵或失效」所證實的真實信念不是知識，Richard Kirkham則認為對知識的定義需要用信念的證據，使其成為真理。
路德维希·维特根斯坦的處理方式和JTB理論的作法不同，根據摩爾悖論，一個人可以說：「他相信某件事，但那件事和他想的不同。」，但不能說「他知道某件事，但那件事和他想的不同。」。他進一步的提到，這不是表示不同的心理狀態，而是用不同的方式來提到一個人的信念。例如，知道「水壺正在燒水」不是表示特別的心理狀態，只是提到「水壺正在燒水」這個陈述。维特根斯坦想要跳過定義「知道」一詞的困難點。他認為知道是家族相似性中的一種。因此，「知道」被重組成許多的概念，可以指出相對性的特徵，但無法正確的加以定義。
描述知识的用法是考察知识的一种常见做法。在这种意义上，知识是由不同意向讨论着的信息。DIKW体系将数据、信息、知识、智慧纳入到一种金字塔形的层次体系中，而这个模型与DIKW体系是一致的。

### 其他的定义
- “知识是与经验、上下文（Context）、解释和思考（reflection）结合在一起的信息。它是一种可以随时帮助人们决策与行动的高价值信息”—T. Davenport 等人, 1998[7]。
- “显式的或者已编码的（codified）知识是指一种用正式、系统化的语言传输的知识；另一方面隐性知识拥有个人化的特征，这使得隐性知识很难被正规化和通讯。”—I. Nonaka, 1994
- 「知识是结构化的经验、价值、相关信息和专家洞察力的融合，提供了评价和产生新的经验和信息的框架。」——吴岩，2005[8]

## 种类

### 先验与后验
先验知识是独立于经验的知识。例子包括数学、重言式和出自纯粹理性（英语：pure reason，或称 speculative reason、theoretical reason）的演绎推理。后验知识是依赖于经验证据的知识。例子包括大多数科学领域和个人知识的各个方面。這兩個術語都出現在歐幾里得的《幾何原本》中，但因伊曼紐爾·康德的《純粹理性批判》而普及；後者是哲學史上最有影響力的著作之一。 這兩個術語主要用作名詞“知識”（即“先驗知識”）的定語。

### 自我知識
自我知識（Self-knowledge）是指一個人對自身感覺、想法、信念或其他心理狀態的知識。在哲學上有許多有關自我知識問題的辯論，包括自我知識和其他種類的知識是否有所不同？和有關其他人心理的知識相比，人在自我知識上是否有特權？ 以及人對自我瞭解的本質是什麼？。大卫·休谟曾經懷疑，人除了對於「一系列的感知」的直接覺察以外
，是否可以在此以上有自我知識，他的懷疑論點非常出名，也是他有關人格同一性懷疑論中的一部份。

### 情境知识
情境知识是关于特定情景的知识。想象两种非常相似的蘑菇，它们分别生长于山峰的不同的一侧，一种是有营养的，另一种是有毒的；在山峰这一侧获得的食用蘑菇的知识，并不适用于在山峰另一侧使用。
通过诸如试错法这样的方法来产生的知识，或者通过经验来学习到的知识，都倾向于是一种情境知识。而通过科学方法产生的知识比其他方法产生的知识更加不情景化，这也是科学方法的优点之一。
情境知识通常嵌入在一种语言、文化或者传统中。有一种观点对文化帝国主义进行批判，认为全球单一文化（monoculture）的上升导致了地方性知识（local knowledge）的消失。

### 部份知識

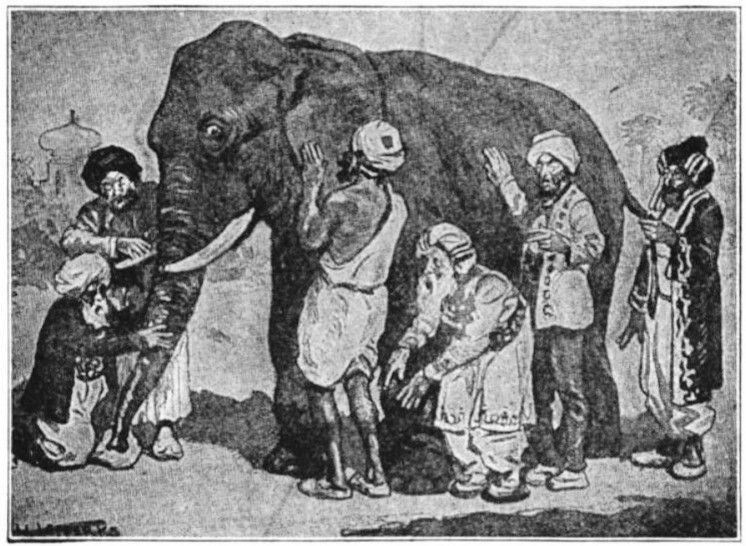
盲人摸象的比喻說明人常常會將其部份的經驗視為是全部的真理

知识论中有一個分支是在探討部份知識（partial knowledge）。大部份的情形下，人不可能完整的瞭解某一知識領域，因此知識永遠是不完整的部份知識。在學校求解數學問題時，所有的資料都已知，也假定解答者對求解時需要的公式有完整的了解，但真實世界的問題則不然，需要利用對問題上下文以及問題資料的部份知識來求解問題（錯誤共識效應）
在有限理性概念中也會探討此一概念，有限理性假設在現實世界中的處境：人所有的資訊有限，需要依有限的資訊進行決策。

### 生活知識
在生活中 有不同的知識。例如釣魚，你要買什麼魚竿，什麼魚餌。和技術有所不同。釣魚者不一定是釣魚店家，但店家可能是釣魚者。

## 知识管理
知识管理寻求理解组织内知识被使用和交换（trade）的方式，并且将知识理解为自我引用（self-referential）与递归（recursive）的。这里递归的意思是指知识的定义处在一种不断变动的状态之中。知识管理认为知识是一种浸润着经验的信息；而信息与特定的观察相关，它是导致观察者发现变化的数据；数据可以被观察，但并不需要如此。

## 知识的社会学
知识的某些方面展现出了它的社会特性。比如，知识是某种形式的社会资本（social capital）。知识的社会学将检验社会和知识如何互动。
通过经验、观察和推理，个体或者文化获得了知识。知识的传播已经被人类学的扩散理论所检验。发明的扩散理论探讨了引导人们获知、尝试以及采纳新观点或者措施的各种因素。这一理论可以帮助我们解释知识的发展。

## 各宗教對知識的想法

### 基督宗教
許多基督宗教，包括天主教會和聖公宗，都把知識視為是聖靈的七種恩賜之一。
「不過，從聖靈來的知識，不只是人類的知識而已。這是種特別的禮物，透過創造，讓我們知道神的偉大，祂的愛，以及祂和受造物之間豐富的關係。」（方濟各教宗，2014年5月21的教宗講話。

### 印度教
विद्या दान (Vidya Daan，分享知識）是佈施中主要的一部份，也是所有印度宗教中的持戒（Niyama）。印度教經典有提到兩種知識，二手知識（Paroksh Gyan）和一手知識（Prataksh Gyan），前者是從書本、傳聞得到的經驗，後者是來自直接經驗的知識智瑜伽是黑天在《薄伽梵歌》中闡述的三種瑜伽之一（另外兩種是Bhakti Yoga|奉愛瑜伽和實踐瑜伽）。

### 伊斯兰教
伊斯兰教中賦與知識（阿拉伯語：علم, ʿilm）很重大的意義，The Knowing（al-ʿAlīm）是真主的九十九個尊名之一，反映伊斯兰教的神的屬性。古兰经有提到知識來自神（2:239
），聖訓中多處鼓勵獲取知識。穆罕默德據說曾說過「從搖籃到墳墓都要求取知識」，「確實，有知識的人是先知的繼承者。」。伊斯兰教的學者，神學家和法學家常會稱為烏理瑪，意思是「知識淵博的人」。

### 猶太教
在犹太人的傳統中，知識（希伯来语: דעת da'ath）是人可以擁有，最有價值的特質。細心的犹太人會每天唸三次立祷：「用你的知識、理解以及謹慎來待我們。你是崇高者，永存者，知識的仁慈給予者。」旧约圣经也提到：「智慧人大有能力，有知識的人力上加力」「得智慧勝似得金子。」 
在《旧约圣经》中的分別善恶树中，其中有分隔人和神的知識：「耶和華 神說：『那人已經與我們相近，能知道善惡。』。依《旧约圣经》所述，神給亞當和夏娃的命令是不能吃分別善恶树的果子，他們後來因為吃了分別善恶树的果子而犯罪，後來被趕出伊甸園。

## 延伸阅读
[在维基数据编辑]
 《欽定古今圖書集成·理學彙編·學行典·學問部》，出自陈梦雷《古今圖書集成》